# Gujana Brytyjska na Letnich Igrzyskach Olimpijskich 1964
Gujanę na Letnich Igrzyskach Olimpijskich 1964 reprezentował jeden zawodnik.

## Skład kadry

### Podnoszenie ciężarów

#### Mężczyźni
| Zawodnik    | Konkurencja  | Wyciskanie | Wyciskanie | Rwanie   | Rwanie  | Podrzut  | Podrzut | Suma   | Suma    | Źródło |
| Zawodnik    | Konkurencja  | Wynik      | Pozycja    | Wynik    | Pozycja | Wynik    | Pozycja | Wynik  | Pozycja | Źródło |
| ----------- | ------------ | ---------- | ---------- | -------- | ------- | -------- | ------- | ------ | ------- | ------ |
| Martin Dias | Waga kogucia | 100 kg     | 9.         | 102,5 kg | 5.      | 132,5 kg | 7.      | 335 kg | 8.      | [ 1 ]  |